# Elín Metta Jensen
Elín Metta Jensen (Reykjavík, 1º marzo 1995) è una calciatrice islandese, attaccante del Valur e della nazionale islandese.

## Carriera

### Club
Jensen ha iniziato a giocare a con il Valur sin da bambina. Tra il 2006 e il 2013 ha militato nelle squadre giovanili del club e ha segnato un totale di 198 gol in 116 partite.
Si è laureata alla Menntaskólinn í Reykjavík dopo essere stata ammessa all'università nella primavera del 2015. Nel 2014 Elín Metta è stata sponsorizzata dal fornitore di articoli sportivi Nike.
Il 13 luglio 2010, Elín Metta ha fatto il suo debutto con la prima squadra all'età di 15 anni e 134 giorni in Úrvalsdeild kvenna, livello di vertice del campionato islandese femminile di calcio, vincendo per 7-2 sull'Haukar e segando il quinto gol.
Elín Metta ha debuttato in UEFA Women's Champions League il 29 settembre 2011.
Nel 2012, ha segnato 18 gol in 18 partite vincendo il Scarpa d'Oro della lega. Nel novembre 2014, ha prolungato il suo contratto con il Valur di Reykjavík fino ad ottobre 2017.
Da agosto 2015 Elín Metta, come Dagný Brynjarsdóttir quattro anni prima, grazie alla borsa di studio in Ingegneria industriale, entra a far parte della squadra universitaria di calcio femminile Florida State Seminoles della Florida State University.
Elín è stata votata giocatore del anno per la stagione 2019 dell'Úrvalsdeild kvenna', segnando 16 gol e fornendo 10 assist, in una stagione che ha visto il Valur dominare sulle concorrenti e vincere il titolo. Nel febbraio 2020 ha firmato un nuovo contratto triennale con il Valur.

### Nazionale
Il 24 luglio 2010 l'attaccante fa il suo debutto nella nazionale islandese U-17; Jensen ha contribuito con tre gol alla vittoria per 8-0 sulle Isole Faroe. Ad aprile 2012, Elín Metta aveva segnato 17 gol in 14 partite. Per la nazionale U-19 ha totalizzato 19 presenze e 9 gol tra settembre 2011 e aprile 2014; nell'agosto 2012 e nel gennaio 2015.
Il 16 giugno 2013 Elín ha esordito in nazionale con l'Islanda, sostituendo la primatista di reti in nazionale Margrét Lára Viðarsdóttir dopo 75 minuti nella vittoria per 3-0 sull'Ungheria.
È stata convocata per far parte della squadra nazionale per la UEFA Women's Euro 2013. Dal 2013 al 2017 Elín Metta ha preso parte all’Algarve Cup, venendo schierata dieci volte e segnando un goal.
Elín ha giocato nella vittoria storica per 3-2 contro la Germania nelle qualificazioni ai Mondiali del 2019, segnando un gol e fornendo due assist alla compagna di squadra Dagný Brynjarsdóttir.

## Palmarès

### Club
- Campionato islandese: 3

Valur: 2019, 2021, 2022
- Coppa d'Islanda: 2

Valur: 2010, 2011

### Individuale
- Capocannoniere del campionato islandese: 2

2012 (18 reti, ex aequo con Sandra María Jessen), 2019 (16 reti, ex aequo con Hlín Eiríksdóttir e Berglind Björg Þorvaldsdóttir)